# 전용서체
전용서체는 특정 단체(기업, 공공기관 등)에서 사용할 것을 목적으로 개발된 글꼴.
“영리 또는 비영리를 목적으로 하는 단체에서 그 단체의 대외적 색깔을 강화하고 내부의 소통원활과 결속을 도모하기 위해 만드는 시각 커뮤니케이션 체계의 핵심으로서, 디자인 모티브는 통상적으로 그 단체의 특성과 상황에서 가져오는 것이 대부분이며 활용 목적에 따라 무료배포가 되는 글꼴도 있고 내부활용으로 그치는 서체도 있다."

## 역사
“전용서체. 기업의 전용서체를 어떻게 정의하느냐에 따라 달라질 수 있다. 컴퓨터 시대가 아닌 1980년대와 1990년대에도 빈도가 높은 몇백 자를 드로잉해 전용서체로 쓴 사례는 얼마든지 있다. 그러므로 그 정확한 시작은 특정할 수 없으며 취재하려면 가능은 하겠지만 시간과 정력이 상당히 많이 들어가는 프로젝트가 될 것이다. 이외에 디지털 폰트로서의 전용서체 역시 울릉도체, 코레일체 등등 잘 알려져 있기도 그렇지 않기도 한 많은 서체가 있어 특정은 상당히 어려운 상태다.
다만, 전용글꼴의 존재 이유인 기업 통합 브랜딩으로써 눈에 띄는 성공을 거둔 최초의 사례는 2003년 토탈임팩트가 디렉팅한 현대카드 전용서체인 유앤아이 프로젝트로서 로만 알파벳은 해외에서, 한글부문은 한국의 산돌커뮤니케이션에서 디자인했다. 이 유앤아이의 히트 이후 한국 기업 사이에서 전용서체 디자인 신드롬이 시작됐다. 따라서 최근 잇따르는 실질적인 전용서체 프로젝트의 시작을 현대카드 전용서체로 봐도 크게 무리는 없어 보인다.”

## 기업

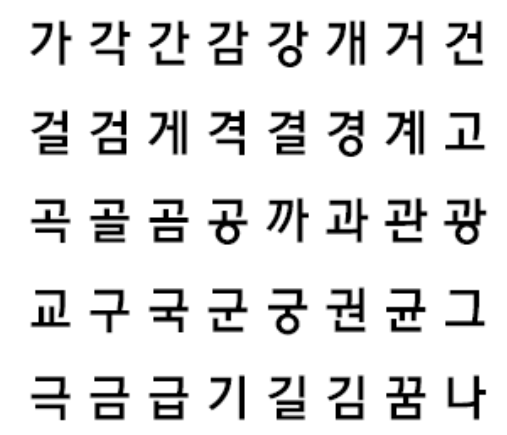
현대자동차그룹
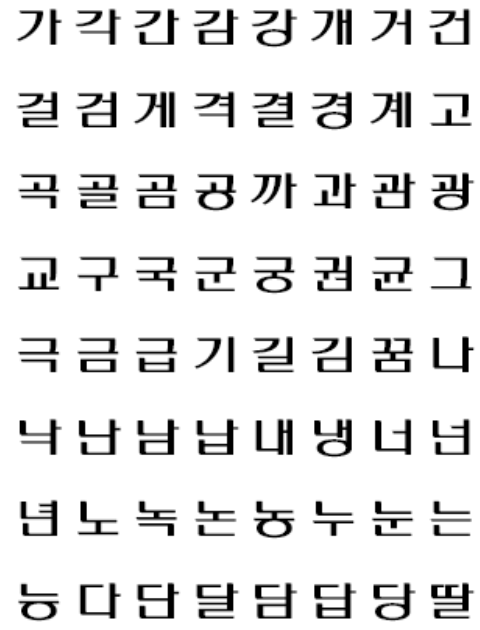
농협중앙회
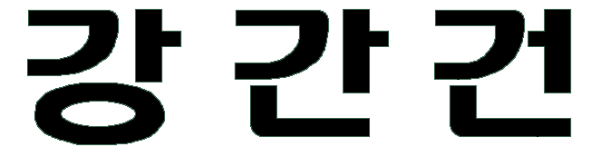
쌍용그룹
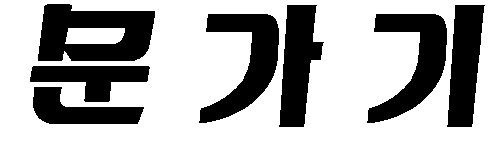
문화방송 (1986년 ~ 2005년)

## 사례
- 서울서체
- 경기도 서체
- 현대카드 유앤아이모던
- 인터파크 인터파크고딕
- 티몬 몬소리체
- 아모레퍼시픽 아리따글꼴
- tvN 즐거운이야기체 보관됨 2018-12-02 - 웨이백 머신
- 여기어때 잘난체
- 롯데마트 통큰서체